# FC Tuggen
Der FC Tuggen ist ein Schweizer Fussballclub aus Tuggen im Kanton Schwyz. Der Verein wurde 1966 gegründet und spielt momentan in der 1. Liga, der vierthöchsten Schweizer Liga.

## Geschichte
Der Verein wurde am 11. November 1966 als SC Tuggen gegründet. Der Aufstieg in die 3. Liga gelang ihm 1976; die Namensänderung in FC Tuggen folgte ein Jahr später. Mit Trainer Sepp Heidelberger und Manager Clemens Dobler stieg er 1981 in die 2. Liga auf. Der Sprung in die 1. Liga folgte 1986 als Gruppenerster unter Spieler-Trainer Erich Güntensperger im Aufstiegsspiel gegen den FC Hergiswil (Europacup-Formel).
1991 erreichte der FC Tuggen den Viertelfinal des Schweizer Cups: Er schied mit 0:4 gegen den FC Chiasso, damals NLA, aus. Als Gruppenerster der 1. Liga stieg er 1993/94 unter Trainer Hanspeter Bamert in die Nationalliga B (heute Challenge League) auf.
1994/95 spielte der FC Tuggen unter Trainer Erich Güntensperger eine Saison in der NLB. Er wurde Letzter nach 36 Spielen und stieg in die 1. Liga ab. 1996/97 war er Gruppensieger der 1. Liga, verlor aber das Aufstiegsspiel gegen den FC Thun mit 0:2. Zwischen 1998 und 2004 wurde er jeweils Dritter in der Liga, ausser in der Saison 2000/01, als er Achter wurde. 2011/12 wurde er Meister der 1. Liga Gruppe 3. 2023/24 erreichte er als Sieger der Gruppe 3 die Qualifikationsspiele für den Aufstieg, verlor dort aber gegen den FC Vevey-Sports und verblieb damit in der 1. Liga.
Der Verein ist eng verbunden mit seinem Hauptsponsor Tulux AG, einem Leuchtenhersteller in Tuggen.

## Stadion
Der FC Tuggen trägt seine Heimspiele im Stadion Linthstrasse aus. Die Kapazität beträgt 2800 Zuschauer, wovon 300 Sitzplätze und 2500 Stehplätze sind.
Der Stadionrekord von 6250 Zuschauern wurde am 10. November 2013 beim Cupspiel gegen den FC Basel aufgestellt.

## Spieler
- Urs Suter (1993–1998), ehemaliger Torhüter
- Dominic Imhof (2008–2009, 2010–2011), kanadischer Nationalspieler
- Baykal (2013–2014), ehemaliger Schweizer U-21-Nationalspieler
- Javier Santana (2010–), dominikanischer Nationalspieler